# Kastellet
Kastellet (en danès: la ciutadella), és una de les fortificacions de Copenhaguen, Dinamarca, i una de les més ben conservades de nord de Europa. Està construït en forma d'estrella amb bastions en les seves cantonades. Kastellet va ser una continuació de l'anell de bastions emmurallats que envolten Copenhaguen. Dins de Kastellet s'hi troben diversos edificis, com església i un molí de vent. També alberga diverses activitats militars, tot i que principalment s'utilitza com a parc públic i lloc històric.

## Història
La construcció de Kastellet va ser iniciada pel rei Cristià IV de Dinamarca el 1626 amb la construcció d'un fiançament de defensa de Copenhaguen a la part nord de la muralla. El rei originalment tenia plans de construcció d'un gran castell, que hauria estat situat al mateix lloc, i en el qual el mateix rei podria buscar refugi, però el pla va ser abandonat a causa de limitacions econòmiques. La construcció va continuar amb el seu successor, el rei Frederic III de Dinamarca. Després del setge suec a Copenhaguen durant la Guerra suec-danesa (1658-1660), l'enginyer holandès Henrik Rüse va ser escollit per ajudar a reconstruir i ampliar la construcció, el 1662. La fortificació va ser nomenada Citadellet Frederikshavn, però és més conegut com a Kastellet.
Kastellet va formar part de la defensa de Copenhaguen contra Anglaterra en la batalla de Copenhaguen de 1807.
Christen Købke (1810-1848), pintor danès associat a l'edat d'or de la pintura danesa, va créixer en Kastellet i moltes pintures seves són d'aquesta zona.
Durant la invasió alemanya de Dinamarca, el 9 d'abril de 1940, les tropes alemanyes que aterrava al proper port van capturar la ciutadella amb molt poca resistència, forçant així al Govern danès a rendir-se.
Kastellet va ser renovat en el període de 1989-1999 amb fons de A.P. Møller-Mærsk i Wife Chastine McKinney Møllers General Fund.
Kastellet és avui una zona pacífica, protegida, servint com un parc públic, un monument cultural històric i, encara propietat del Ministeri de Defensa danès, com una àrea militar en funcionament. L'activitat militar a la zona inclou l'ús pel cap de la Guàrdia danesa (Hjemmeværnet), Intel·ligència de Defensa (Forsvarets Efterretningstjeneste), Cos de Jutges de Defensa (Forsvarets Auditørkorps) i biblioteca de la guàrdia reial.

## Disseny

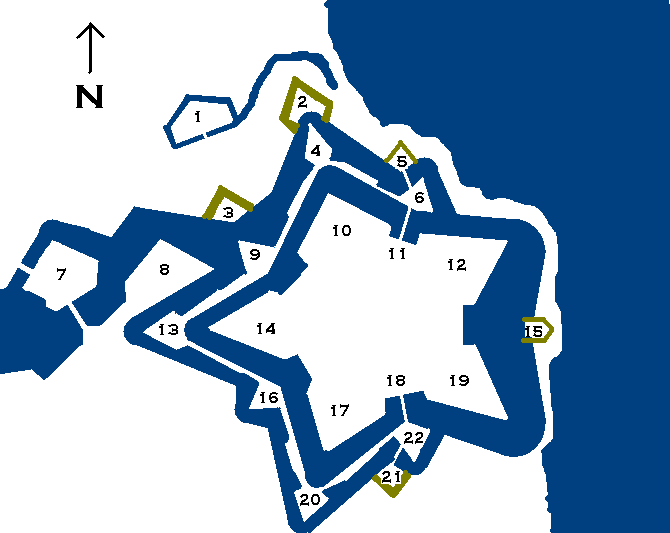
Kastellet vers 1750:
1) Lunette de Spitsbergen
2) Reduit de Fèroe
3) Reduit de Hetland
4) Contregarde de Lolland
5) Reduit de Noruega
6) Revellí de Noruega
7) Revellí de Østerport
8) Bastió de Groenlàndia
9) Revellí de Bornholm
10) Bastió del Príncep
11) Porta Noruega
12) Bastió de la Princesa
13) Contregarde de Møn
14) Bastió del Rei
15) Reduit de Pinneberg
16) Revellí de Fionia
17) Bastió de la Reina
18) Porta del Rei (o Porta de Selandia)
19) Bastió del Compte
20) Contregarde de Falster
21) Reduit de Selandia
22) Revellí de Selandia.

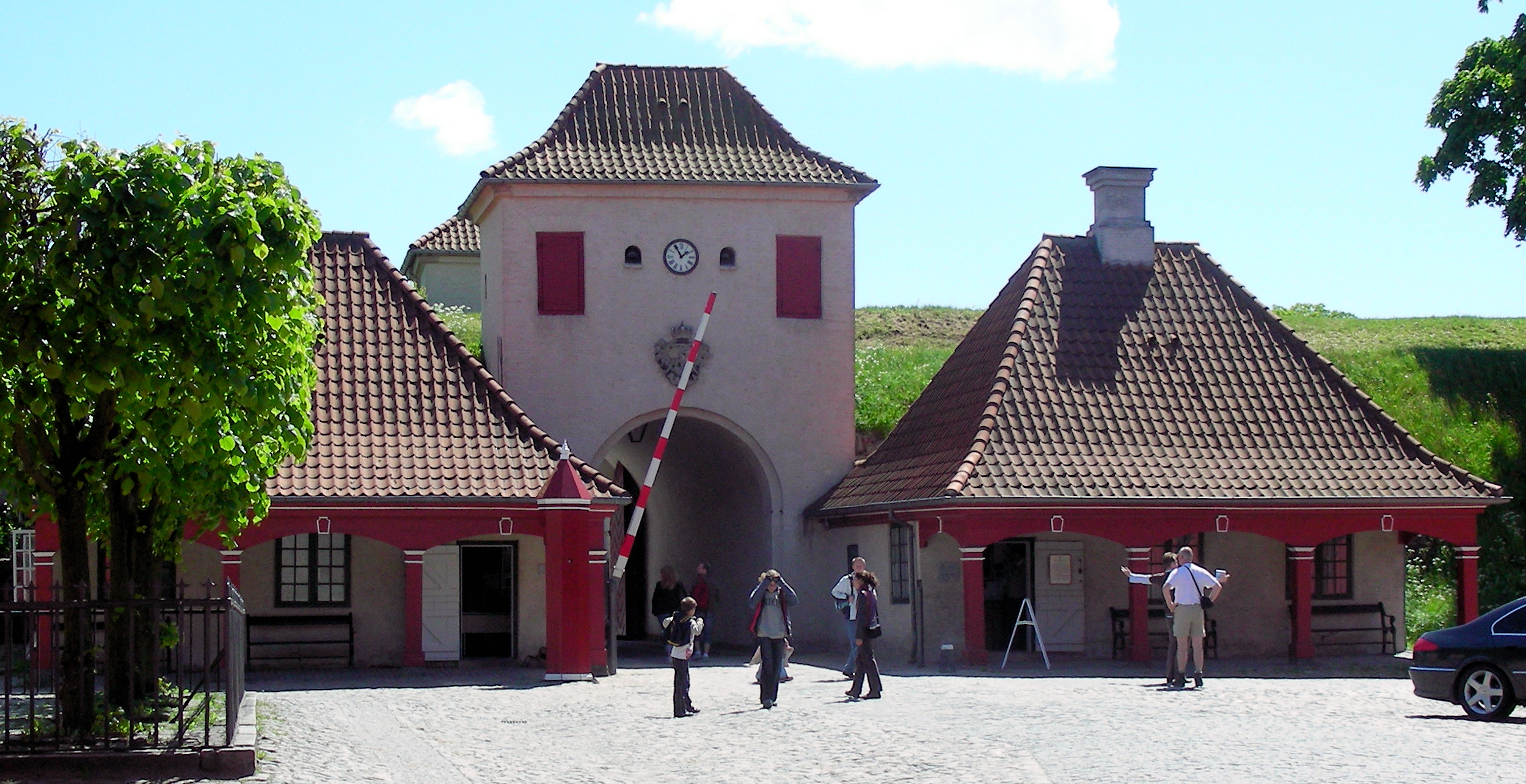
Porta del Rei, Kastellet

L'entrada principal del Kastellet és Kongeporten (Porta de Rei). Construït en un estil barroc holandès, va ser acabat el 1634. La porta està decorada amb un bust de Frederic III de Dinamarca. Davant de la porta hi ha dos edificis, anomenats caponeres, des d'on era possible mantenir les tropes sota foc. Just a la porta es troba un guàrdia de l'edifici.
La Norgesporten (Porta de Noruega), utilitzada per sortir a camp i per tant, s'ha construït amb un disseny més simple. La caponera d'aquesta porta va ser enderrocada a finals de segle xix, mentre que l'edifici de la guàrdia s'ha conservat.
Els cinc bastions són nomenats: Bastió el Rei (Kongens Bastion), Bastió de la Reina (Dronningens Bastion), Bastió el Comte (Grevens Bastion), Bastió de la Princesa (Prinsessens Bastion) i Bastió el Príncep (Prinsens Bastion).
La línia Smedelinien és un sistema defensiu exterior, separat de l'interior mitjançant una fossa, situat a sud i sud-oest de la ciutat. Constava de quatre revellins i tres guàrdies interconnectats per terraplens llargs i baixos. En el Revellí de Fyn, una de les fargues homònimes, ha estat preservada i ara és usada per les autoritats de parc. Una altra farga va ser construïda a Falster el 1709. Reconstruïda el 1888, ara serveix com a residència dels empleats militars. Quan es va construir el port lliure de Copenhaguen, va ser excavada la porció nord de Smedelinien, però la part restant va ser posada a disposició de Copenhaguen el 1918 i ara serveix de zones verdes.

## Edificis

### Casa del Comandant
La Casa del Comandant (Kommandantboligen) va ser la residència del comandant de Kastellet. Va ser construït el 1725 en estil barroc per l'arquitecte i mestre constructor Elias David Häusser, qui també va dissenyar el primer palau de Christiansborg. Ara és la residència oficial del cap danès de defensa.

### Església i Presó
L'església en la ciutadella va ser construïda el 1704 en estil barroc pesat durant el regnat del rei Frederic IV de Dinamarca. Es va ampliar amb una presó complexa a la part posterior de la construcció el 1725. Entre els murs de la presó i l'Església hi havia forats a les cel·les del pres perquè els reclusos poguessin seguir els serveis religiosos.
El compte Johann Friedrich Struensee va esperar en aquesta presó de Kastellet la seva execució. L'explorador anglès i pirata John Norcross va ser la persona empresonada durant més temps en Kastellet. Va estar 32 anys a la presó de Kastellet, 16 dels quals en una gàbia de fusta.

### Molí de vent
En el Bastió del Rei, a la cantonada sud-oest de Kastellet, destaca un molí de vent. Construït el 1847, va reemplaçar un altre molí de 1718, que va ser destruït per una tempesta l'any anterior. El molí original va ser un molí europeu mentre el molí actual és de tipus holandès.
Una ciutat fortificada necessitava assegurar subministraments, inclosos els subministraments de farina i flocs de civada, en cas de setge, i es van construir nombrosos molins de vent en els bastions. El 1800 hi havia un total de 16 molins de vent a les muralles de Copenhaguen. El molí a Kastellet és l'últim que segueix actiu, mentre que el de Lille Mølle, a la muralla de Christianshavn, va ser transformada en una casa privada el 1915 i ara sobreviu com a museu històric.
L'emperadriu de Rússia Maria Fiódorovna, filla de Cristià IX de Dinamarca, obtenia la farina de sègol del trull a Kastellet. La fàbrica de pa de l'exèrcit l'enviava a la Cort Imperial de Sant Petersburg, on se servia el típic øllebrød cada matí al Palau Anítxkov.

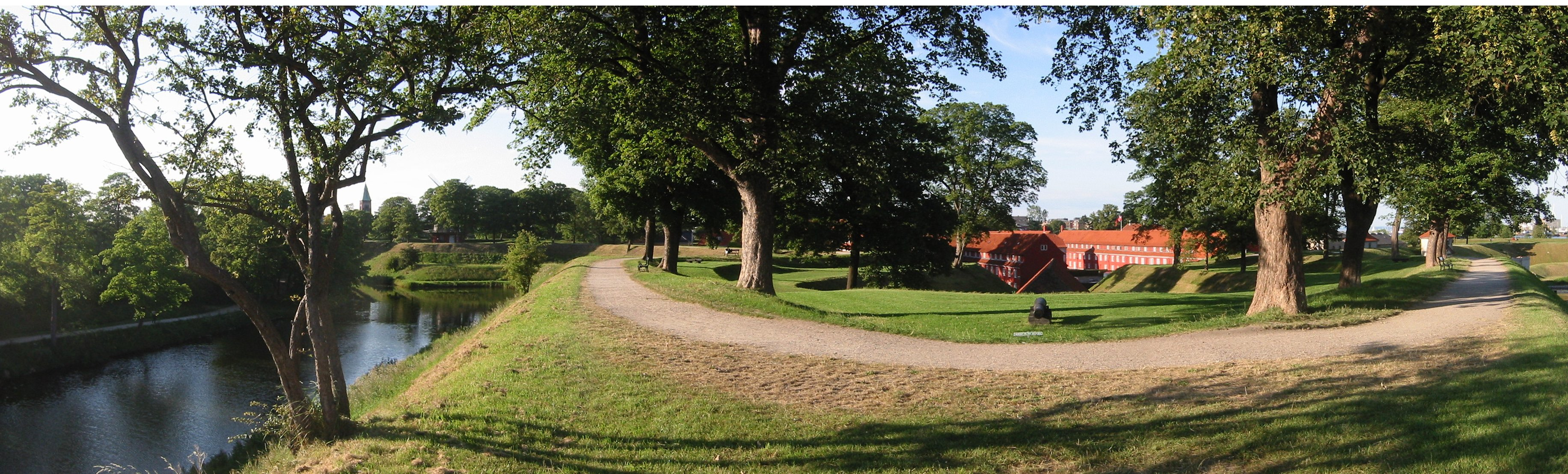
Panoràmica de Kastellet